# 파리 교통공단

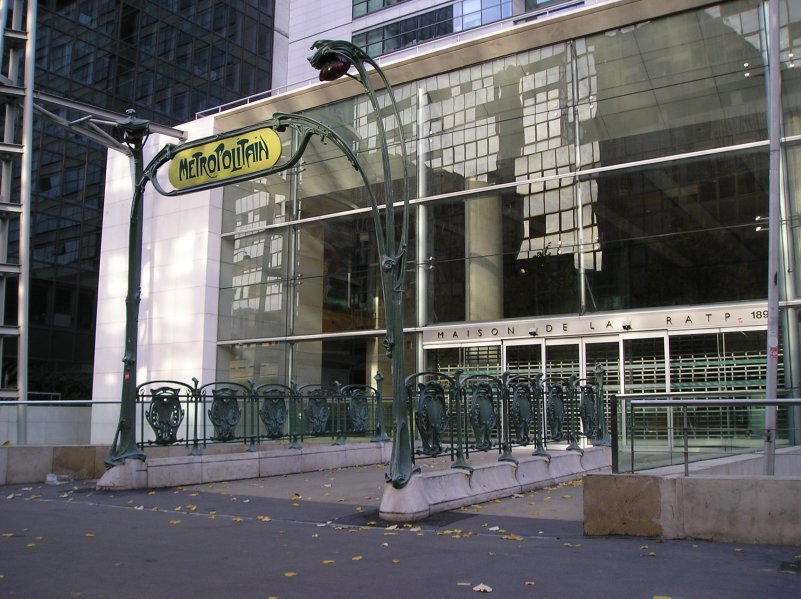
파리 교통공단의 본사

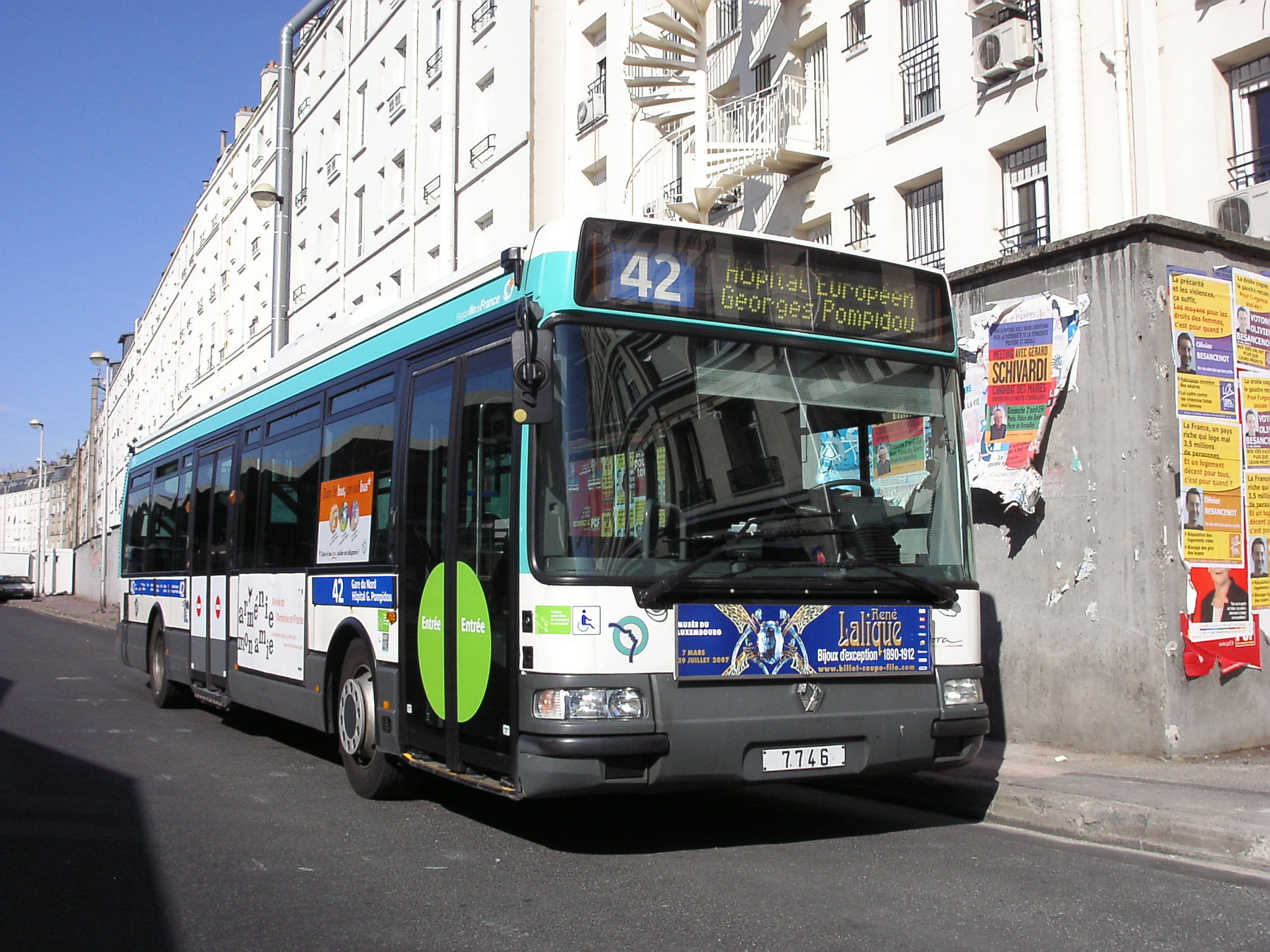
파리 교통공단 소속의 버스

파리 교통공단(RATP)은 1948년 설립된 프랑스의 국영기업으로, 프랑스 수도인 파리와 수도권 지역의 대중 교통을 운영하는 사업자이다. 파리 교통공단의 로고는 파리 시를 지나는 센강을 사람의 얼굴 모양으로 형상화한 것이다.
파리의 교통 협회인 일 드 프랑스 교통 협회(Syndicat des transports d'Île-de-France) 산하에 있으며, 파리 메트로, 2개 노선의 RER, 3개 노선의 트램, 버스 및 몽마르트르의 케이블카인 퓌니퀼레르 드 몽마르트르를 운영한다. 또한 일 드 프랑스와 파리에서 심야버스 녹틸리앙(Noctilien)도 운영하고 있다.
그밖에 국제적으로는 영국, 이탈리아, 모로코, 스위스, 홍콩, 마카오, 대한민국, 인도, 브라질, 미국의 지하철, 급행철도, 버스의 운영을 하고 있으며, 차량의 유지 보수 서비스도 실시하고 있다. 대한민국에서는 서울 지하철 9호선의 운영을 했었다.

## 역사
파리 교통공단은 1948년 3월 21일, 파리 지하철을 운영했던 파리 수도권 철도회사(Compagnie du chemin de fer métropolitain de Paris)와 파리 지역에서 버스 노선을 운영하던 파리 지역 교통 협회(Société des transports en commun de la région parisienne)가 합병되며 출범하였다.

## 파리 지역
- 파리 메트로

파리 메트로 16개 노선을 운영하고 있다. 총 연장은 205km이며 62개 환승역을 포함한 303개 역을 운영중이다. 연간 15억 명의 승객이 이용하고 있다.

- RER의 일부

파리 지역 급행 철도 체계인 RER에서 프랑스 철도노선 사업공사(Réseau Ferré de France)에서 운영하는 노선들을 제외한 RER A노선과 B노선에서 설비를 운영하며, 이 두 노선에서 프랑스 국유철도(Société Nationale des Chemins de fer Français)와 함께 열차를 운행한다.
- 심야버스 녹틸리앙

프랑스 국유철도와 함께 오전 0시 30분부터 오전 5시 30분 사이에 심야버스 녹틸리앙을 운영하고 있다. 파리 교통공단은 47개 노선 중 27개 노선을 운영한다.

- 일 드 프랑스 트램웨이

프랑스 국유철도가 운영하는 T4노선의 트램을 제외한 나머지 6개 노선의 트램을 운영한다.
- 퓌니퀼레르 드 몽마르트르

몽마르트르의 사크레쾨르 대성당으로 올라가는 주요 길목에 있는 몽마르트르 케이블카를 운영한다.
- 오를리 경전철

오를리 경전철 오를리발은 RER B라인의 안토니 역에서 오를리 공항을 잇는 고무차륜 경전철인 VAL(경량 자동차량)이다. 총 7.3km으로, 안토니 역, 서 터미널 역, 남 터미널 역의 3개 역을 운영하고 있다.

## 파리 외 지역
파리 이외 지역의 운영은 자회사인 RATP Dev가 담당하고 있다. RATP가 전부 혹은 일부 운영에 참여하고 있는 회사들은 다음과 같다.

### 프랑스 내 운영
- 카르 자크마르: 외르 주 버스 운영
- 카르 페리에: 생캉텡앙이블린 시 버스 합작 운영
- SQY 뷔스: 생캉텡앙이블린 시 버스 합작 운영
- CTVMI: 이블린주 버스 운영
- CTY Réseau Impulsyon: 라로슈쉬르용 버스 운영
- 제스트: 이블린주 버스 운영
- CTVMI: 이블린주 버스 운영
- GVO 지로 발두아즈: 발두아즈주 버스 운영
- 파리 오픈투어: 파리 관광버스 운영

### 프랑스 외 운영
- 베리올라 트란스포르 RATP 아시아:  대한민국 서울특별시의 서울 지하철 9호선 지하철을 베리올라 앙비론느망과 함께 운영
- 런던 유나이티드:  영국 런던 지역 버스 운영
- 맨체스터 메트로링크:  영국 그레이터 맨체스터 주 경전철 운영
- 옐로 버스:  영국 본머스 버스 운영
- 바스 버스회사:  영국 바스, 이스트본, 윈저, 카디프 관광버스 운영
- 오토리네 토스카네:  이탈리아 피렌체 지방 시외버스 운영
- 제노바:  이탈리아 피렌체 지방 시외버스 운영
- 제스트:  이탈리아 피렌체 트램
- 돌로미티 버스:  이탈리아 벨루노 버스 시내, 시외 운영
- 카사블랑카 트램:  모로코 카사블랑카 트램 운영
- 알제 지하철:  알제리 알제 지하철 운영
- 하우트레인:  남아프리카 공화국 하우텡 주 하우텡, 요하네스버그, 프레토리아 간 급행전철 운영
- 홍콩 트램:  홍콩 트램 운영
- 레울리안 공공교통:  마카오 버스 운영
- 풀링턴 오토 버스 회사:  미국 동북부 지역 시외버스 운영
- 워싱턴DC 노면전차:  미국 워싱턴 D.C.에 2014년 개통 운영
- RATP 두 브라실:  브라질 상 파울루 지하철 운영